# Șevcenka, Petropavlivka
Șevcenka (în ucraineană Шевченка) este un sat în comuna Brahînivka din raionul Petropavlivka, regiunea Dnipropetrovsk, Ucraina.

## Demografie
Componența lingvistică a localității Șevcenka
     Ucraineană (83,71%)
     Rusă (12,57%)
     Alte limbi (0,29%)
Conform recensământului din 2001, majoritatea populației localității Șevcenka era vorbitoare de ucraineană (83,71%), existând în minoritate și vorbitori de rusă (12,57%).